# Jazz polacco
Il jazz polacco ha una storia che abbraccia periodi sia di accettazione che di repressione politica.

## Prima del comunismo (1930-1939)
L'inizio del jazz in Polonia è difficile da determinare. Già negli anni '30, nei club di Varsavia, Cracovia, Rzeszów o Poznań si suonava jazz. Questo tendeva ad essere swing e in parte era influenzato dalla musica classica tradizionale. La musica popolare americana, in particolare le canzoni di George Gershwin, era molto richiesta. Eddie Rosner è considerato il primo musicista jazz polacco di rilievo.

## Repressione stalinista (1945-1958)
Dopo la presa del potere da parte dei comunisti, il jazz venne inizialmente represso. Sebbene esistessero gruppi come Melomani, il jazz fu ufficialmente condannato e bandito dalla radio. I musicisti imparavano a conoscere il jazz ascoltando una trasmissione radiofonica a onde corte di Voice of America Jazz Hour di Willis Conover o contrabbandando dischi jazz dall'estero. Ben presto i musicisti jazz polacchi iniziarono a organizzare concerti e nel 1956 si tenne a Sopot il primo festival jazz ufficiale.

## Liberalizzazione, fuori dalla clandestinità 1958-1967
Dopo la morte del leader sovietico Joseph Stalin, il jazz in Polonia ottenne una rinnovata libertà. Nel 1958, Dave Brubeck visitò la Polonia e la scena jazz della nazione fu influenzata dal cool jazz. Negli anni '60 tre filoni erano emersi come dominanti; il trad jazz, il "mainstream" e il free jazz. Krzysztof Komeda divenne il leader di un movimento jazz moderno che non copiò il modo di suonare americano ma sviluppò il proprio stile "europeo", specialmente con il suo album Astigmatic registrato nel dicembre 1965.

## Musicisti jazz polacchi
- Hanna Banaszak (nato 1957) – cantante
- Darek Oleszkiewicz - bassista
- Jacek Bednarek – bassista
- Marek Bliziński – chitarrista
- Krzesimir Dębski – violinista, pianista, compositore
- Urszula Dudziak – cantante
- Maciej Fortuna – trombettista
- Bogdan Hołownia – pianista (Berklee College of Music graduate)
- Janusz Grzywacz – pianista
- Marcin Jahr – batterista
- Sławek Jaskułke – pianista
- Kazimierz Jonkisz – batterista
- Anna Maria Jopek – cantante
- Wojciech Karolak – organista Hammond, tastierista, pianista (si descrive come "un musicista jazz e R&B americano, nato per errore nel mezzo dell'Europa")
- Jacek Kochan – batterista, compositore
- Krzysztof Komeda – compositore, pianista, compositore di colonne sonore (associato a Roman Polanski)
- Janusz Kowalski – sassofonista (diplomato al Berklee College of Music)
- Sławomir Kulpowicz[7] pianista, compositore, (influenzato dalla musica indiana e dalla musica di John Coltrane)
- Andrzej Kurylewicz – pianista, trombettista, trombonista, compositore (also classical music)
- Adam Makowicz – pianista (attualmente vive a Toronto)
- Marcin Masecki – pianista (diplomato al Berklee College of Music)
- Dorota Miśkiewicz – cantante
- Michał Miśkiewicz – batterista
- Leszek Możdżer – pianista
- Janusz Muniak – sassofonista
- Zbigniew Namysłowski – sassofonista
- Marek Napiórkowski – chitarrista
- Bartlomiej Oles – batterista (libera improvvisazione)
- Marcin Oles – bassista (libera improvvisazione)
- Włodzimierz Pawlik – vincitore di un Grammy Award per Night in Calisia pianista, compositore
- Adam Pierończyk – sassofonista
- Andrzej Przybielski – trombettista
- Zbigniew Seifert – violinista, sassofonista, (influenzato dalla musica di John Coltrane)
- Władysław (Adzik) Sendecki - pianista
- Stanisław Sojka (Stan Soyka) – cantante, pianista, chitarrista, cantautore
- Tomasz Stańko – trombettista (incideva per la ECM) e compositore, associato col free jazz ed il jazz d'avanguardia
- Jarosław Śmietana - chitarrista
- Adam Taubitz – violinista (anche di musica classica con la Berliner Philharmoniker)
- Andrzej Trzaskowski – pianista, compositore
- Michał Urbaniak – violinista, sassofonista
- Marcin Wasilewski – pianista
- Jan Ptaszyn Wróblewski – sassofonista tenore e baritono, compositore, arrangiatore, (DJ jazz alla Polskie Radio Program III)
- Aga Zaryan – cantante (artista che registrava per la Blue Note Records)
- Andrzej Zaucha – cantante